# Marie Schwarzbursko-Rudolstadtská
Marie Schwarzbursko-Rudolstadtská (29. ledna 1850 – 22. dubna 1922) byla třetí manželkou meklenbursko-zvěřinského velkovévody Fridricha Františka II. Byla matkou prince Jindřicha, manžela nizozemské královny Vilemíny a otce královny Juliány.

## Původ
Marie se narodila v Raben Steinfeldu, Meklenbursko-Schwerinu jako první dítě Adolfa Schwarzbursko-Rudolstadtského a Matyldy Schönbursko-Waldenburské. Jejími pradědečky z otcovy strany byli Fridrich Karel Schwarzbursko-Rudolstadtský a Fridrich V. Hesensko-Homburský.

## Manželství
Marie se 4. července 1868 v Rudolstadtu provdala za Bedřicha Františka II. Meklenbursko-Zvěřinského, syna Pavla Fridricha Meklenbursko-Zvěřinského. Předtím byl Fridrich František dvakrát ženat: v roce 1849 se oženil s Augustou Reuss Köstritz, ta však v roce 1862 zemřela. V roce 1864 se tedy oženil s Annou Hesenskou, která však v roce 1865 zemřela. Když se konala svatba Marie a Fridricha Františka, bylo Marii 18 a jemu 45 let. Měli spolu čtyři děti:
- Alžběta Alexandrina Meklenbursko-Zvěřínská (10. srpna 1869 – 3. září 1955), 24. října 1896 se provdala za Fridricha Augusta II. Oldenburského, s nímž měla pět dětí.
- Fridrich Vilém Meklenburský (5. dubna 1871 – 22. září 1897)
- Adolf Fridrich Meklenburský (10. října 1873 – 5. srpna 1969), 24. dubna 1917 oženil s Viktorií Feodorou Reuss-Schleiz, se kterou měl jednu dceru. Podruhé se oženil 15. října 1924 s Alžbětou Stolberg-Rossla.
- Jindřich Meklenbursko-Zvěřínský (19. dubna 1876 – 3. července 1934), 7. února 1901 se oženil s královnou Vilemínou Nizozemskou, s níž měl dceru Juliánu Nizozemskou.

## Konec života
Marie zemřela v roce 1922 v Haagu, kam přijela poblahopřát ke 46. narozeninám princi Jindřichovi. Královský pohřební vůz převezl její tělo z paláce Noordeinde na vlakové nádraží. Rakev pak byla převezena vlakem do Německa, kde byla pohřbena.

## Tituly a oslovení
- 29. ledna 1850 – 4. července 1868: Její Jasnost princezna Marie Schwarzbursko-Rudolstadtská
- 4. července 1868 – 15. dubna 1883: Její Královská Výsost meklenbursko-zvěřínská velkovévodkyně
- 15. dubna 1883 – 22. dubna 1922: Její Královská Výsost meklenbursko-zvěřínská velkovévodkyně vdova